# Out of My Bed
Out of My Bed is een nummer van de Nederlandse popgroep Krezip. Het nummer werd uitgebracht als eerste single van hun derde studioalbum What are you waiting for. Out of My Bed is Krezips eerste single die werd uitgebracht onder hun nieuwe platenlabel Sony BMG, nadat de groep in 2004 ontslagen werd bij Warner Music.

## Achtergrond
Out of My Bed is een nummer wat gaat over een relatie waar geen leven meer in zit. Het stel heeft van alles meegemaakt, maar nu is er niets meer om bij elkaar voor te blijven. Daarom zingt zangeres Jacqueline Govaert dat haar partner weg moet gaan, weg uit haar bed ("out of my bed"). Het blijkt dat de relatie eigenlijk al stukgelopen was omdat de man geen aandacht aan de vrouw besteedde, maar dat hij een nieuwe kans wil. Een kans die zij hem niet wil geven.
Hoewel het nummer niets laat blijken van de enorme spanningen die er tussen het koppel heersen, komt dit in de videoclip wel tot uiting. De clip werd geregisseerd door Steffen Haars. Govaert is hierin te zien in het huis met haar partner. Ze verlaat het huis en rijdt weg met de auto. Even later rijdt ze achteruit terug, waarna ze een touw vastbindt aan haar trekhaak, met de andere kant aan het bed waarin haar partner nog ligt te slapen. Vervolgens rijdt ze opnieuw weg, het bed achter de auto aan, door de muur van het huis heen, slepend. Het bed wordt de hele stad doorgetrokken, maar de man blijft er in liggen. Wanneer de muziek stopt, blijkt het slechts een nachtmerrie van de man te zijn, totdat het bed opnieuw ruw wordt weggetrokken.
Het nummer was vrij succesvol in de hitlijsten. Na een verkiezing tot 3FM Megahit, behaalde het nummer de negende plaats in de Nederlandse Top 40. Hiermee was het de eerste top 10 notering voor Krezip sinds I would stay.

## Hitnotering
| Out of My Bed in de Nederlandse Top 40 - binnen 23 april 2005 | Out of My Bed in de Nederlandse Top 40 - binnen 23 april 2005 | Out of My Bed in de Nederlandse Top 40 - binnen 23 april 2005 | Out of My Bed in de Nederlandse Top 40 - binnen 23 april 2005 | Out of My Bed in de Nederlandse Top 40 - binnen 23 april 2005 | Out of My Bed in de Nederlandse Top 40 - binnen 23 april 2005 | Out of My Bed in de Nederlandse Top 40 - binnen 23 april 2005 | Out of My Bed in de Nederlandse Top 40 - binnen 23 april 2005 | Out of My Bed in de Nederlandse Top 40 - binnen 23 april 2005 | Out of My Bed in de Nederlandse Top 40 - binnen 23 april 2005 | Out of My Bed in de Nederlandse Top 40 - binnen 23 april 2005 | Out of My Bed in de Nederlandse Top 40 - binnen 23 april 2005 |
| Week                                                          | 1                                                             | 2                                                             | 3                                                             | 4                                                             | 5                                                             | 6                                                             | 7                                                             | 8                                                             | 9                                                             | 10                                                            |                                                               |
| ------------------------------------------------------------- | ------------------------------------------------------------- | ------------------------------------------------------------- | ------------------------------------------------------------- | ------------------------------------------------------------- | ------------------------------------------------------------- | ------------------------------------------------------------- | ------------------------------------------------------------- | ------------------------------------------------------------- | ------------------------------------------------------------- | ------------------------------------------------------------- | ------------------------------------------------------------- |
| Nummer                                                        | 33                                                            | 16                                                            | 10                                                            | 9                                                             | 12                                                            | 12                                                            | 13                                                            | 20                                                            | 30                                                            | 32                                                            | uit                                                           |

## Tracklist
1. "Out of My Bed" - 03_27
2. "All I'm Asking For" - 02:50